# Polygala monopetala
Polygala monopetala är en jungfrulinsväxtart som beskrevs av Jacques Cambessèdes. Polygala monopetala ingår i släktet jungfrulinssläktet, och familjen jungfrulinsväxter. Inga underarter finns listade i Catalogue of Life.